# Élections municipales liechtensteinoises de 2023
Les élections municipales liechtensteinoises de 2023 ont lieu les 5 mars et 2 avril 2023 afin de renouveler l'intégralité des conseillers municipaux et des maires des onze communes du Liechtenstein.

## Mode de scrutin
Les conseils municipaux des onze communes du Liechtenstein sont composés d'un nombre pair de conseillers ainsi que d'un maire, tous élus au suffrage universel direct pour des mandats de quatre ans. Les conseillers, dont le nombre varie entre 6 et 12 selon la population de la commune, sont élus au scrutin proportionnel avec liste ouverte dans une unique circonscription électorale correspondant au territoire de la commune. 
Les maires, dits Gemeindevorsteher, sont quant à eux élus au scrutin uninominal majoritaire à deux tours. Est déclaré élu le candidat recueillant la majorité absolue des voix au premier tour ou, à défaut, celui recueillant le plus de voix lors d'un second tour organisé quatre semaines plus tard entre les deux candidats arrivés en tête au premier.

## Résultats

### Conseils municipaux
| Parti                     | Parti                                  | Voix    | %     | +/-  | Sièges | +/-           | Maires | +/-           |
| ------------------------- | -------------------------------------- | ------- | ----- | ---- | ------ | ------------- | ------ | ------------- |
|                           | Union patriotique (VU)                 | 65 766  | 44,90 | 2,74 | 51     | 1             | 8      | 4             |
|                           | Parti progressiste des citoyens (FBP)  | 60 772  | 41,49 | 1,92 | 54     | 1             | 3      | 4             |
|                           | Liste libre (FL)                       | 10 954  | 7,48  | 0,87 | 5      | 3             | 0      | en stagnation |
|                           | Démocrates pour le Liechtenstein (DPL) | 8 980   | 6,13  | 3,97 | 5      | 4             | 0      | en stagnation |
| Total des voix            | Total des voix                         | 146 472 | 100   |      |        |               |        |               |
|                           |                                        |         |       |      |        |               |        |               |
| Votes valides             | Votes valides                          | 14 393  | 94,32 |      |        |               |        |               |
| Votes blancs et invalides | Votes blancs et invalides              | 867     | 5,68  |      |        |               |        |               |
| Total des votants         | Total des votants                      | 15 260  | 100   | –    | 115    | en stagnation | 11     | en stagnation |
| Abstentions               | Abstentions                            | 5 470   | 26,39 |      |        |               |        |               |
| Inscrits / participation  | Inscrits / participation               | 20 730  | 73,61 |      |        |               |        |               |

### Maires
| Partis                    | Partis                                | Premier tour | Premier tour | Premier tour | Deuxième tour | Deuxième tour | Deuxième tour | Total Maires | +/-           |  |
| Partis                    | Partis                                | Voix         | %            | Maires       | Voix          | %             | Maires        | Total Maires | +/-           |  |
| ------------------------- | ------------------------------------- | ------------ | ------------ | ------------ | ------------- | ------------- | ------------- | ------------ | ------------- |  |
|                           | Union patriotique (VU)                | 7 330        | 51,51        | 6            | 1 238         | 49,96         | 2             | 8            | 4             |  |
|                           | Parti progressiste des citoyens (FBP) | 6 536        | 45,93        | 3            | 1 195         | 48,22         | 0             | 3            | 4             |  |
|                           | Liste jeune (JL)                      | 267          | 1,88         | 0            |               |               |               | 0            | en stagnation |  |
|                           | Liste libre (FL)                      | 97           | 0,68         | 0            | 45            | 1,82          | 0             | 0            | en stagnation |  |
|                           |                                       |              |              |              |               |               |               |              |               |  |
| Votes valides             | Votes valides                         | 14 230       | 93,25        |              | 2 478         | 96,42         |               |              |               |  |
| Votes blancs et invalides | Votes blancs et invalides             | 1 330        | 6,75         | 92           | 3,58          |               |               |              |               |  |
| Total                     | Total                                 | 15 260       | 100          | 9            | 2 570         | 100           | 2             | 11           | en stagnation |  |
| Abstentions               | Abstentions                           | 5 470        | 26,39        |              | 802           | 23,78         |               |              |               |  |
| Inscrits / participation  | Inscrits / participation              | 20 730       | 73,61        | 3 372        | 76,22         |               |               |              |               |  |

### Maires sortants et élus
| Commune      | Maire sortant       | Parti    | Parti    | Maire élu        | Parti    | Parti    |
| Oberland     | Oberland            | Oberland | Oberland | Oberland         | Oberland | Oberland |
| ------------ | ------------------- | -------- | -------- | ---------------- | -------- | -------- |
| Vaduz        | Manfred Bischof     |          | FBP      | Petra Miescher   |          | VU       |
| Balzers      | Hansjörg Büchel     |          | FBP      | Karl Malin       |          | VU       |
| Planken      | Rainer Beck         |          | VU       | Rainer Beck      |          | VU       |
| Schaan       | Daniel Hilti        |          | VU       | Daniel Hilti     |          | VU       |
| Triesen      | Daniela Erne        |          | VU       | Daniela Erne     |          | VU       |
| Triesenberg  | Christoph Beck      |          | VU       | Christopher Beck |          | VU       |
| Unterland    |                     |          |          |                  |          |          |
| Eschen       | Tino Quaderer       |          | FBP      | Tino Quaderer    |          | FBP      |
| Gamprin      | Johannes Hasler     |          | FBP      | Johannes Hasler  |          | FBP      |
| Mauren       | Freddy Kaiser       |          | FBP      | Peter Frick      |          | VU       |
| Ruggell      | Maria Kaiser-Eberle |          | FBP      | Christian Öhri   |          | FBP      |
| Schellenberg | Norman Wohlwend     |          | FBP      | Dietmar Lampert  |          | VU       |